# DDG(X)
DDG(X)はアメリカ海軍が計画している次世代水上戦闘艦。既存のアーレイ・バーク級ミサイル駆逐艦やタイコンデロガ級ミサイル巡洋艦の後継艦として計画されている。

## 来歴
アメリカ海軍のミサイル駆逐艦は1994年からアーレイ・バーク級のフライトIIAが建造されていたが、後継のズムウォルト級の建造開始に伴い、2005年で一度終了した。しかしズムウォルト級の建造数削減に伴い、2010年からアーレイ・バーク級フライトIIAの建造が再開されており、以降の建造分は「フライトIIAリスタート」と称された。また同年に次世代ミサイル巡洋艦（CG(X)）計画が中止されたことから、その代替も兼ねて、2016年度からはフライトIIIの建造が開始された。
しかし発展を重ねたアーレイ・バーク級も、元々はタイコンデロガ級ミサイル巡洋艦より安価な艦隊のワークホースとして計画された経緯もあり、重量やスペース、発電能力などの制約から、これ以上の発展は困難となっていた。その為、タイコンデロガ級と初期型のアーレイ・バーク級を代替する艦として、FSC（将来水上戦闘艦）計画が立案された。これはLSC（大型水上戦闘艦）計画に発展し、2021年6月にプログラムオフィスが設立されてDDG（X）計画となった。2022年2月にはギブス＆コックスが設計とエンジニアリングサポートを契約した。

## 設計
排水量は、アーレイ・バーク級より大きく、ズムウォルト級より小さい程度という目安が示されている。ただしDDG(X)では、開発リスク低減のため、将来の要求に対応できるだけの余裕を持たせた新設計の船体に、アーレイ・バーク級フライトIIIの装備を組み合わせた状態で建造を開始したのち、漸進的に、兵装の更新や追加、場合によっては船体への追加区画の挿入などの能力強化を図る構想となっており、後の建造艦では排水量が増大する可能性がある。またズムウォルト級が陸上試験施設での試験・検証・熟成の省略などでシステム開発が難航した反省から、DDG(X)では詳細設計に入る前に陸上試験を実施する方針となっている。
機関には、ズムウォルト級と同様の統合電気推進（IPS）を導入する。これはDDG(X)が航続距離やオンステーション時間の延伸、効率改善による兵站の負荷軽減、搭載装備の消費電力増大への対応なども求められたためであった。主機については、ズムウォルト級やコロンビア級原子力潜水艦で原子力ターボ・エレクトリック方式を導入した際の経験も活用される。

## 装備
上記の通り、DDG(X)計画艦では、当初はアーレイ・バーク級フライトIIIを元にした装備を搭載していく予定となっている。主要な武器システムはイージスシステム（AWS）ベースライン10で、その中核となる多機能レーダーはAN/SPY-6(V)1 AMDR（Air and Missile Defense Radar）が搭載される。ただしここで搭載されるものは、送受信モジュールの集合体であるRMA（Radar Modular Assembly）を37個組み合わせた14フィート型が予定されているが、将来的にはRMAを57個に増した18フィート型へのスケールアップを視野に入れている。また低空警戒・対水上レーダーも、当初は現用のAN/SPQ-9Bを予定しているが、2022年より計画が開始されたFXR（Future X-band Radar）の将来装備も検討されている。
各種ミサイルなどを収容するVLSは、既に実績のあるMk.41を搭載する。ただし将来的に超高速の共通極超音速滑空体（C-HGB）を弾頭とする長射程の艦対艦ミサイルとして開発中のCPS（Conventional Prompt Strike）を搭載できるよう、艦首側のMk.41（32セル分）を、より大型の新型VLS（12セル）に換装する案も検討されている。ロッキード・マーティン社では、同社のMk.41とは別系統の大型VLSとしてG-VLS（Growth-VLS）を開発しており、Mk.41と同大のキャニスターであれば、1セルにつき4発分を収容できる。
また近接防御用としてRAM近接防空ミサイルの21連装発射機を2基搭載する予定だが、これも将来的には出力600kW級のレーザー兵器への換装が検討されている。これに加え、上部構造物前方には出力150kW級のレーザー兵器も追加する案もある。艦砲は現用の62口径5インチ単装砲（Mk.45 mod.4）を搭載する予定で、これは後日換装の案はない。